# UCLA Film and Television Archive
UCLA Film & Television Archive este o organizație de arte vizuale renumită pe plan internațional, axată pe conservarea, cercetarea și evaluarea filmelor și producțiilor de televiziune, cu sediul la University of California din Los Angeles (UCLA). Ea deține peste 220.000 de filme de cinema și producții de televiziune și 8,23 de milioane de metri de peliculă cu jurnale de actualități, a doua colecție ca mărime din SUA, după colecția Bibliotecii Congresului din Washington, D.C. Organizația are mai multe materiale media decât orice altă universitate de pe glob.
În calitate de organizație non-profit, arhiva proiectează peste 400 de filme și clipuri video pe an, în principal la Teatrul Billy Wilder, aflat în interiorul Muzeului Hammer din Westwood, California. (Filmele erau proiectate anterior la Teatrul James Bridges din campusul UCLA). Arhiva este finanțată de UCLA, de organizații publice și private și de companii din industria media. Ea este membră a Federației Internaționale a Arhivelor de Film.

## Colecția
Organizația deține o colecție cuprinzătoare de filme pe peliculă de 35mm de la Paramount Pictures, 20th Century Fox, Warner Bros., Sony/Columbia Pictures, New World Pictures, Orion Pictures, MGM, United Artists, Universal, RKO și Republic Pictures, precum și filme independente. Donații suplimentare de film au fost făcute de Academia Americană a Artelor și Științelor Filmului, de Institutul American de Film, de Directors Guild of America, precum și de personalități ca Hal Ashby, Tony Curtis, Charlton Heston, Orson Welles, Rock Hudson, Jeff Chandler, Radley Metzger, Richard Conte, Audie Murphy, John McIntire, John Wayne, Fred MacMurray și William Wyler. UCLA Film and Television Archive deține, de asemenea, întreaga Hearst Metrotone News Library. Arhiva este cunoscută, de asemenea, pentru faptul că deține mai mult de 300 de copii cinescop ale rețelei DuMont Television Network, care nu mai funcționează în prezent. Ea deține copii restaurate ale materialelor din biblioteca de desene animate a companiei Paramount Pictures. O mare parte din colecția Arhivei este disponibilă pentru cercetări la fața locului prin înscrierea la Archive's Research & Study Center (ARSC), situat în Biblioteca Powell din campusul UCLA. Clienții ARSC merg adesea la UCLA Media Lab (Camera 270) pentru a viziona materialele video.

## Teatrul Billy Wilder
Teatrul Billy Wilder se află la parterul Muzeului Hammer. Echipat cu cea mai performantă aparatură de proiectare a filmelor și de redare a imaginii și sunetului, teatrul, a cărui amenajare a costat 7,5 milioane $, este unul dintre puținele locuri din Statele Unite ale Americii în care publicul poate viziona întregul spectru de imagini în mișcare în formatele originale: de la cele mai vechi filme mute care necesită o proiecție cu viteză variabilă la cele mai actuale producții video digitale. Teatrul a fost construit în primul rând ca o sală de film ideală și oferă, de asemenea, un loc de prezentare intimă și avansată din punct de vedere tehnic a unor evenimente artistice, inclusiv colocvii artistice, lecturi literare, concerte muzicale și conversații publice.
Finanțat printr-o donație de 5 milioane de dolari oferită de Audrey L. Wilder și proiectat de firma Michael Maltzan Architecture, Teatrul Billy Wilder, cu o capacitate de 295 de locuri, este sediul cinematecii arhivei. Acest teatru reprezintă unul dintre spațiile culturale cele mai intime, confortabile și avansate din punct de vedere tehnic de pe Coasta de Vest, în care organizația UCLA Film and Television Archive își prezintă programele.

## Legături externe
- UCLA Film & Television Archive website